# Iphinoe tenella
Iphinoe tenella is een zeekommasoort uit de familie van de Bodotriidae. De wetenschappelijke naam van de soort is voor het eerst geldig gepubliceerd in 1878 door Sars.